# AJ 오세르
AJ 오세르(Association de la Jeunesse Auxerroise)는 부르고뉴 오세르에 위치한 스타드 드 라베 데샹 경기장을 근거로 하는 프랑스의 축구 클럽이다.
오세르는 1905년에 창단되었고 1980–81 시즌에 처음으로 프랑스 최상위 리그에 참가하여 2011–12 시즌까지 잔류했었다. 1995–96 시즌에 한 차례 리그 1 우승을 거뒀다. 리그 1을 우승한 해 2년 전에, 오세르는 1994년에 쿠프 드 프랑스를 우승하며, 팀 최초의 메이저 대회 우승을 경험했다. 그 이후로 쿠프 드 프랑스를 세 차례 우승하며, 해당 대회 역대 최다 우승 순위로는 다섯 번째이다.

## 역대 성적
- 리그 1 우승 1회
  - 우승: 1996
- 리그 2 우승 1회
  - 우승: 1980, 2023-24
- 쿠프 드 프랑스 우승 1회
  - 우승: 1994, 1996, 2003, 2005
  - 준우승: 1979
- 쿠프 강바르델라 우승 6회
  - 우승: 1982, 1985, 1986, 1993, 1999, 2000
  - 준우승: 1991, 2007
- UEFA 챔피언스리그
  - 8강: 1997
- UEFA 컵 위너스컵
  - 8강: 1995
- UEFA컵
  - 4강: 1993
- UEFA 인터토토컵 우승 2회
  - 우승: 1997, 2006
  - 준우승: 2000
- 코파 델레 알피
  - 우승: 1985, 1987

## 선수 명단

### 현역
참고: FIFA 자격 규정에 따라 소속된 국가대표팀 국기를 표시합니다. 선수는 복수의 FIFA 비회원국 국적을 가지고 있을 수 있습니다.
| 번호 | 포지션 | 국적         | 이름            |
| ---- | ------ | ------------ | --------------- |
| 3    | DF     | 나이지리아   | 가브리엘 오쇼   |
| 4    | DF     |              | 주발            |
| 14   | DF     | 가나         | 기드온 멘사     |
| 21   | MF     | 코트디부아르 | 라소 쿨리발리   |
| 23   | DF     |              | 키-야나 회버    |
| 25   | MF     | 코트디부아르 | 하메드 트라오레 |

| 번호 | 포지션 | 국적         | 이름          |
| ---- | ------ | ------------ | ------------- |
| 45   | FW     |              | 오나이우 아도 |
| 92   | DF     | 코트디부아르 | 클레망 아카   |

## 역대 감독
| 감독          | 임기        |
| ------------- | ----------- |
| 자크 상티니   | 2005 ~ 2006 |
| 비오렐 몰도반 | 2016        |